# Alabama: 2000 Light Years from Home
Alabama: 2000 Light Years from Home – czarno-biały, krótkometrażowy film Wima Wendersa nakręcony w 1969 roku jako zadanie w szkole filmowej w Monachium.
Alabama... była pierwszym filmem Wendersa, w którym zrezygnował on z samodzielnego wykonywania zdjęć. Na operatora reżyser wybrał Robby'ego Müllera, który odtąd współpracował z Wendersem przy prawie wszystkich jego produkcjach.
Film inspirowany był kinem gangsterskim i muzyką: w filmie pojawiają się takie przedmioty, jak magnetofon czy szafa grająca, ponadto tytuł pochodzi od utworu Alabama Johna Coltrane; pojawiają się też w nim inne utwory, m.in. 2000 Light Years The Rolling Stones oraz piosenka All Along the Watchtower w wersji Boba Dylana i Jimiego Hendriksa.